# Рейд 2
«Рейд 2» (индон. The Raid 2: Berandal) — кинофильм режиссёра Гарета Эванса, вышедший на экраны в 2014 году и являющийся продолжением фильма «Рейд».

## Описание
Из трёх полицейских, выбравшихся из кровавого ада первой части, в живых остаётся только офицер Рама. Уволившись из спецназа, Рама пробует начать жизнь заново, но вскоре прошлое жёстко напоминает о себе — преступники убивают его брата. Чтобы отомстить, он внедряется в мощный криминальный синдикат, где быстро поднимается до вершин бандитской иерархии. Врагов здесь ещё больше, и каждый неверный шаг может оказаться последним. Здесь нет ни близких, ни друзей…

## Сюжет
Фильм начинается с того, как неизвестный хромой гангстер со своими людьми за пределами Джакарты убивает брата Рамы, Энди, объясняя это тем, что тот поторопился и наделал ошибок, приняв сторону некоего Бангуна. Далее начинается прямое продолжение, действие происходит через два часа после финала первой части.
Рама с другими двумя выжившими после кровавого штурма, Вахью и Бово, встречается с инспектором Бунаваром, к которому посоветовал обратиться Энди. Бунавар отправляет Бово в госпиталь, а Вахью убивает, объяснив, что тот мог рассказать про Раму, и всё равно бы он до утра не дожил, поскольку штурм поднял на уши боссов Тамы, в том числе и продажного полицейского Резу, который был заодно с Тамой. Бунавар уверяет Раму, что те компроматные видеокассеты, которые дал Энди, никак не помогут посадить продажных копов, и предлагает работать в его отряде под прикрытием, от чего Рама отказывается. Тем временем Бунавар находит броневик с мёртвыми спецназовцами, и Реза понимает, что его прошлое сотрудничество с Тамой может стать явным.
Рама узнаёт о смерти Энди и, желая отомстить, принимает предложение Бунавара. Инспектор говорит, что убийцу зовут Бежо, и что в Джакарте сферу влияния делят два клана: индонезийская семья Бангуна и семья Гото из Японии. Бунавар объясняет Раме, что он должен сесть в тюрьму на несколько месяцев и втереться в доверие к сыну Бангуна, Учо, выдвигая поводом для заключения избиение сына известного продажного политика, от чего Рама отказывается, но узнав, что этот сын — главный информатор Бежо, соглашается и попадает в тюрьму под именем Юда.
В тюрьме Рама, участвуя в потасовке в туалете, привлекает внимание Учо и тот предлагает ему вместе управлять тюремным блоком, Рама не соглашается. В это же время Учо наводит о нём справки и его телохранитель Эка сообщает, что Юда сам по себе и не принадлежит к группировкам, а Рама от человека Бунавара выясняет, что попал сюда на три года, так как сильно искалечил жертву.
Во время одной из тюремных прогулок некоторые заключённые совершают на Учо покушение, в результате чего начинается массовый тюремный бунт, в котором Рама спасает Учо от гибели, тем самым став его близким другом.
Проходит два года, Раму освобождают и на выходе он обнаруживает у себя жучок и незаметно от него избавляется. Из тюрьмы его забирает Учо, говоря что это стараниями его отца, Бангуна, который благодарен за спасение сына, Рама вышел раньше. Учо знакомит Раму с ним, и после проверки на доверие Рама становится членом клана Бангуна. Позже Рама звонит Бунавару, поменяв сим-карту в своём телефоне, возмущённый тем, что тот чуть не погубил его, подложив жучок.
На первом же задании Рама превосходно себя проявляет и окончательно заслуживает доверие Бангуна, а Учо тем временем пытается убедить отца в том, что достаточно опытен, чтобы «не только выбивать долги из наркоманов», а Бангун отвечает, что решит сам, когда придёт время.
Учо, недовольный решением отца, встречается с Бежо в его ресторане и предлагает сотрудничество. Бежо советует Учо убедить отца пойти войной на японцев и тогда он займёт место Бангуна, который уже не внушает страх другим группировкам (поскольку за Гото стоит ещё коррумпированная полиция и Реза), а Бежо получит в распоряжение часть земли клана Гото. В знак своих добрых намерений Бежо приводит людей, которые пытались убить Учо в тюрьме, давая возможность отомстить. Рама подслушивает этот разговор через жучок, который ранее подложил Учо в бумажник.
Учо, следуя плану развязать войну, заманивает в клуб наёмного убийцу Пракосо, давнего друга семьи, где на него нападают люди Бежо. В перешедшей на задний двор схватке Пракосо удаётся победить, но будучи сильно израненным, он погибает от рук Ассасина, убийцы с двумя керамбитами.
Бангун узнаёт о его гибели, но не хочет мстить за него, что порождает разногласия между ним и сыном. Учо связывается с Бежо и говорит, что действовать они будут без согласия Бангуна. В дело вступают наёмники Бежо — Ассасин, девушка с молотками и её брат, парень с бейсбольной битой, убивая людей японцев.
Чуть позже посреди улицы на Раму совершают нападение, в рукопашном бою Рама одерживает победу. Выясняется, что это был отряд полицейских и Рама, не понимая, что происходит и кто отдал приказ, звонит Бунавару, который объясняет, что это люди Резы, которых он выделил в поддержку Гото. Рама просит Бунавара вытащить его, поскольку он уже видел и убийства, и вымогательства, но Бунавар отказывает, говоря, что он не видел самого главного — дел Бангуна с полицией.
Ввиду случившихся событий вступает четвёртая сторона — китайцы, призывая Гото и Бангуна прекратить разногласия, в ходе разговора Бангун понимает, что в смерти Пракосо виновен Учо, который устал ждать решения отца о передаче власти, а не японцы, и сильно его избивает. В это же время (после разговора Рамы и Бунавара) Раме звонит Эка с просьбой забрать Учо, причём на эту же сим-карту, которую он использовал для конспирации, и он понимает, что его прикрытие раскрыто.
В офис Бангуна вламывается Бежо со своими людьми, Учо, прося прощения, убивает Бангуна и ранит Эку. Появляется Рама и вступает в драку с Ассасином, позволяя скрыться раненому Эке, в которой проигрывает, и его, обессиленного, увозят люди Бежо. Тем временем Эка, поджидавший всех на автостоянке, пускается в автомобильную погоню, в ходе которой он спасает Раму, но позже, смертельно раненый, умирает со словами, что он тоже полицейский и поэтому у них общее прошлое, как он и говорил, и что вырваться из этого кровавого ада можно, только убив их всех.
Рама звонит Бунавару, спрашивая об Эке, тот говорит, что он продался Бангуну, и что хоть он и спас Раму, он виновен в смерти многих других копов. В это же время Гото и его клан узнают, что Бангун мёртв, Учо заодно с Бежо и Резой, и начинают убивать работающих на клан копов. Параллельно в ресторане Бежо, Учо и Реза договариваются о разделе власти в городе. Во время разговора Бежо роняет трость и когда её поднимает, Учо замечает татуировку у него на запястье, точно такую же, как у людей, которые покушались на него в тюрьме, и понимает, что это были люди Бежо, а также ошибочно считает, что жучок в бумажник был подложен им.
На автомобиле Рама вламывается на склад ресторана Бежо и пробивается с боем к нему, Учо и Резе. Одержав победу на складе, Рама вступает в драку на смерть с парнем-бейсболистом и его сестрой с молотками, в которой также побеждает. Дальше на кухне его встречает Ассасин и в продолжительном предфинальном бою погибает, убитый своими же керамбитами.
Рама врывается внутрь, взъярённый Учо перехваченным ружьём Бежо убивает Резу, ранит самого Бежо и показывает ему жучок, обозначая, что он всё знает, и добивает его выстрелом из ружья в упор, далее сам погибает от рук Рамы.
Раненый Рама покидает ресторан, к нему спешит на помощь Бунавар, но на выходе Раму встречают японцы и что-то ему говорят (звук речи убран в этом моменте создателями), на что он отвечает «Нет, с меня хватит». Таким образом, финал остаётся открытым и есть намёк на продолжение.

## В ролях
- Ико Ювайс — Юда/Рама
- Арифин Путра — Учо
- Тио Пакусодево — Бангун
- Ока Антара — Эка
- Алекс Аббад — Бежо
- Чечеп Ариф Рахман — Ассасин
- Джули Эстелль — Алисия, девушка с молотками
- Вери Три Юлисман — Парень с битой
- Рюхэй Мацуда — Кэити
- Кэнити Эндо — Гото
- Кадзуки Китамура — Рюити
- Яян Рухьян — Пракосо
- Чок Симбара — Бунавар
- Рой Мартен — Реза
- Донни Аламсьях — Энди
- Тегар Сатрия — Бово

## Оценки и сборы
Фильм был тепло встречен критиками. Большинство отметило, что вторая часть превосходит первую по зрелищности и масштабу происходящего. Однако, в отличие от приквела, фильм не смог себя окупить и считается кассовым провалом — при бюджете в 4,5 миллиона долларов он собрал 6,5 миллиона.

## Любопытные факты
- Режиссёр и продюсер фильма Гарет Эванс заявил, что ведётся работа над продолжением фильма. Предполагалось, что оно выйдет на экраны в 2017—2018 году.[2] Однако в ноябре 2016 года, Эванс заявил, что работа над продолжением была приостановлена и вряд ли будет возобновлена в ближайшее время[3].
- В русском прокате в апреле 2017 года вышел фильм под названием «Рейд: Пуля в голове». В оригинале этот индонезийский боевик называется Headshot и сюжетно никак не связан с «Рейдом», а такое название ему было придумано российскими прокатчиками в рекламных целях.
- В фильме «Рейд 2» имеет место продакт-плейсмент сотовых телефонов Smartfren — ими по сюжету пользуется главный герой. Кроме того, перед выходом фильма проводились его совместные со Smartfren рекламные кампании[4].